# مايتي أوروز
مايتي أوروز أريتا (من مواليد 25 مارس 1998) هي لاعبة كرة قدم إسبانية محترفة تلعب في خط الوسط مع نادي ريال مدريد بالدوري الإسباني والمنتخب الإسباني للسيدات. ظهرت لأول مرة مع نادي أتلتيك بيلباو في عام 2015 وغادرته في عام 2020.

## مسيرتها الكروية
وُلدت مايتي في هوارتي، نافار، وبدأت لعب كرة القدم مع الأولاد في فريق القرية ديبورتيفو هوارتي مُنذ سن السادسة. ثم انضمّت إلى فئات الشباب في أوساسونا في بامبلونا المجاورة بعمر الثانية عشر. منذ تلك السن المبكرة، تميزت بكونها موهبة واعدة بسبب مهارتها في التعامل مع الكرة وإبداعها وثقتها. لعبت مع فريق أوساسونا الأول لمدة موسم في دوري الدرجة الثانية قبل أن يتم حل القسم النسائي بالنادي في عام 2014، مما دفعها للانضمام إلى نادي أتلتيك.

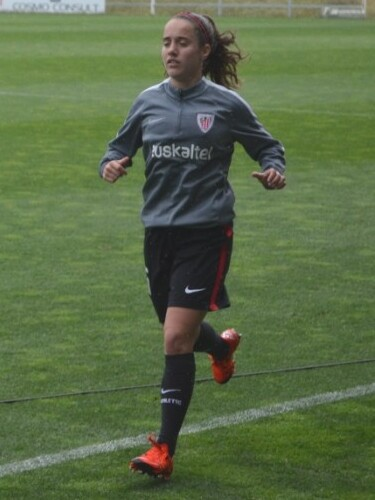
اوروز احماء مع نادي أتلتيك بلباو، 2017

بعد عام مع الفريق الثاني بالنادي، ظهرت لأول مرة مع الفريق الأول في سبتمبر 2015 وأصبحت لاعبة أساسية منذ ذلك الحين، حيث شاركت في 30 مباراة في الدوري الإسباني 2015–16 الذي انتهى بتتويج أتليتيك. لعبت وسجلت في دوري أبطال أوروبا 2016–17، لكن النادي لم يتأهل إلى ما بعد الجولة الأولى.
في سبتمبر 2018، تعرضت أوروز لإصابة خطيرة، أدت إلى تمزق في الرباط الصليبي الأمامي لركبتها اليسرى خلال مباراة في الدوري ضد أتلتيكو مدريد (واحدة من الإصابات العديدة التي تعرض لها لاعبات فرق أتلتيك المختلفة خلال فترة قصيرة) لتُنهي موسمها 2018–19 بأكمله. قررت مع زميلتها وصديقتها داماريس إيجورولا، مغادرة النادي عندما انتهى عقدها في صيف 2020. في يوليو 2020، بعد أن وافقت بالفعل على الانضمام إلى ريال مدريد للسيدات، أكدت دعوى قضائية تتعلق بشرعية "قوائم التعويضات" للاعبات كرة القدم النسائية الإسبانية أن أصحاب عملها الجدد لن يضطروا لدفع أي رسوم لنادي أتلتيك.

## مسيرتها الدولية
شاركت أوروز مع المنتخبات الإسبانية للفئات العمرية على عدة مستويات وحققت نجاحًا كبيرًا، كونها شاركت مع منتخب إسبانيا تحت 17 سنة الذي حصل على الميدالية البرونزية في بطولة أوروبا للسيدات تحت 17 سنة 2013، والميدالية الفضية في كأس العالم للسيدات تحت 17 سنة 2014 والميدالية الذهبية في بطولة أوروبا للسيدات تحت 17 سنة 2015؛ وشاركت مع منتخب إسبانيا تحت 19 سنة الذي وصل إلى نهائي بطولة أوروبا للسيدات تحت 19 سنة 2016 ثم فاز ببطولة 2017؛ ومثلت منتخب إسبانيا تحت 20 سنة الذي احتل المركز الثاني في كأس العالم للسيدات تحت 20 سنة 2018، بعد أن شارك أيضًا في نسخة 2016.
في أكتوبر 2019، تم استدعاؤها في القائمة الأولية لمنتخب إسبانيا تحت 23 سنة إلى جانب اثنين من زميلاتها في النادي.
ومثلت المنتخبين التمثيليين غير الرسميين لإقليم الباسك ونافار، حيث ظهرت مرة مع كليهما في عام 2017.

## الإحصائيات

### الأهداف الدولية
|    | التاريخ        | المكان                                       | الخصم     | الهدف | النتيجة | المسابقة                             |
| -- | -------------- | -------------------------------------------- | --------- | ----- | ------- | ------------------------------------ |
| 1. | 11 نوفمبر 2022 | الملعب البلدي ألفاريز كلارو، مليلية، إسبانيا | الأرجنتين | 2–0   | 7–0     | مباراة ودية                          |
| 2. | 16 فبراير 2023 | ملعب مجموعة الصناعة، غوسفورد، أستراليا       | جامايكا   | 1–0   | 3–0     | كأس الأمم 2023                       |
| 3. | 26 سبتمبر 2023 | ملعب نويفو اركانخيل، قرطبة، إسبانيا          | سويسرا    | 5–0   | 5–0     | دوري الأمم الأوروبية للسيدات 2023–24 |
| 4. | 31 أكتوبر 2023 | ليتزغروند، زيورخ، سويسرا                     | سويسرا    | 7–1   | 7–1     | دوري الأمم الأوروبية للسيدات 2023–24 |